# خولي فرتادو
خولي فرتادو (بالإنجليزية: Juli Furtado)‏ هي دراجة أمريكية، ولدت في 4 أبريل 1967 في نيويورك في الولايات المتحدة.

## وصلات خارجية
- خولي فرتادو على موقع أرشيف الدراجات (الإنجليزية)
- خولي فرتادو على موقع إحصائيات الدراجات الإحترافية (الإنجليزية)
- خولي فرتادو على موقع CycleBase (الإنجليزية)
- خولي فرتادو على موقع أوليمبيديا (الإنجليزية)